# دوین اوزولین
دوین اوزولین (روسی: Эдвин Сигизмундович Озолин؛ زادهٔ ۱۲ february ۱۹۳۹ (۸۶ سال)) ورزشکار دو و میدانی اهل اتحاد جماهیر شوروی سوسیالیستی است.